# Envergadura

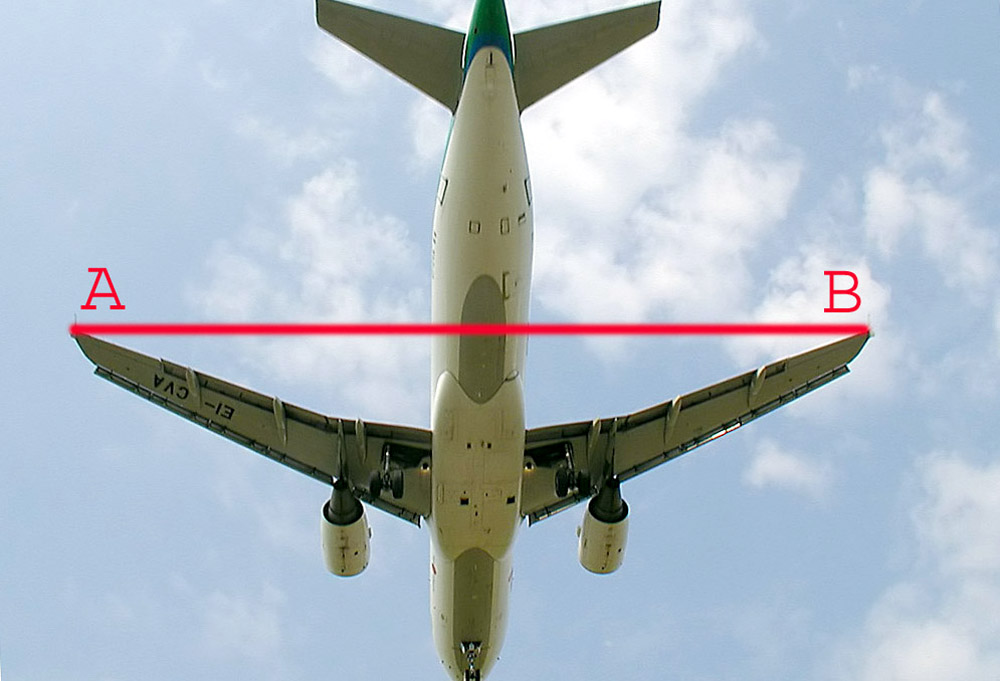
La envergadura de este avión es la distancia entre los puntos A y B.

La envergadura es el ancho de la vela mayor de una embarcación a vela, el ancho que tienen de frente las aves u otros animales alados (como pterodáctilos, murciélagos o insectos) con las alas totalmente extendidas hacia los lados o, por extensión, el ancho de una aeronave de un extremo a otro de las alas.
La palabra proviene de envergado, y esta de verga, (que se refiere al mayor de los palos perpendiculares al mástil) y esta a su vez del latín verga, "vara", más la terminación ura, que indica propiedad, como en gordura o dulzura.

## Envergadura de animales voladores
La envergadura de un ave viviente o de un espécimen muerto fresco se mide colocando al animal en su dorso, las alas se abren y se extienden las coyunturas. Se mide desde la punta de la pluma primaria más larga de un ala hasta la otra.
La envergadura de un insecto se refiere al largo de las alas de ejemplares conservados, en general se refiere a la distancia desde el centro del tórax hasta el ápice del ala multiplicado por dos.

## Registros de envergadura
| Categoría           | Más grande                         | Envergadura          |
| ------------------- | ---------------------------------- | -------------------- |
| Aeronave            | Hughes H-4 Hercules "Spruce Goose" | 97,51 m              |
| Aeronave (presente) | Antonov An-225                     | 88,4 m               |
| Murciélago          | Gran zorro volador                 | 1,5 m                |
| Ave                 | Albatros viajero                   | 3,63 m               |
| Ave (extinta)       | Argentavis magnificens             | estimado 7 m         |
| Reptil (extinto)    | Pterosaurio Quetzalcoatlus         | 10–11 m              |
| Insecto             | Mariposa emperador                 | 28 cm                |
| Insecto (extinto)   | Meganeuropsis                      | estimado hasta 71 cm |

| Categoría          | Más pequeño          | Envergadura |
| ------------------ | -------------------- | ----------- |
| Aeronave (biplano) | Starr Bumble Bee II  | 1,68 m      |
| Aeronave (jet)     | Bede BD-5            | 4,27 m      |
| Aeronave (bimotor) | Colomban MC-15       | 4,9 m       |
| Murciélago         | Murciélago moscardón | 16 cm       |
| Ave                | Zunzuncito           | 6,5 cm      |
| Insecto            | Mymaridae            | 0,2 mm      |